# North Versailles Township
North Versailles Township ist ein Township im Allegheny County des US-Bundesstaates Pennsylvania. Das U.S. Census Bureau hat bei der Volkszählung 2020 eine Einwohnerzahl von 10.074 auf einer Fläche von 20,4 km² ermittelt. North Versailles ist Teil der Metropolregion Pittsburgh. Das Gebiet leitet seinen Namen vom Schloss Versailles ab.

## Geschichte
North Versailles Township wurde am 18. September 1869 durch eine Teilung des Versailles Township in die Townships North und South Versailles gebildet. Versailles Township war eines der ursprünglichen sieben Townships von Allegheny County, das 1788 aus Teilen des Westmoreland County gebildet wurde. Außerdem war das Land, das das heutige North Versailles Township umfasst, umstrittenes Gebiet zwischen Pennsylvania und Virginia. Teile des North Versailles Township wurden später abgespalten, um neue Gebietseinheiten zu schaffen.

## Demografie
Nach einer Schätzung von 2019 leben in North Versailles Township 9924 Menschen. Die Bevölkerung teilt sich im selben Jahr auf in 78,6 % Weiße, 17,8 % Afroamerikaner, 0,1 % amerikanische Ureinwohner, 0,2 % Asiaten und 2,4 % mit zwei oder mehr Ethnizitäten. Hispanics oder Latinos aller Ethnien machten 4,8 % der Bevölkerung aus. Das mittlere Haushaltseinkommen lag bei 44.133 US-Dollar und die Armutsquote bei 9,4 %.